# David Gandy
David James Gandy (ur. 19 lutego 1980 w Billericay) – brytyjski model.

## Życiorys

### Wczesne lata
Urodził się w Billericay, w hrabstwie Essex, w Anglii jako syn Szkotki Brendy Janet (z domu Rabey) i Anglika Christophera A. Gandy’ego. Dorastał w Dagenham i Szkocji. Ukończył studia na wydziale marketingu na Uniwersytecie Gloucestershire w Gloucestershire.

### Kariera
W 2001 roku rozpoczął pracę jako model w agencji Select Model Management w Londynie, ale przez pierwszych pięć lat nie odnosił wielkich sukcesów. Był twarzą perfum Caroliny Herrery Aqua oraz kampanii reklamowej Zara wiosna/lato 2007.
W 2007 po emisji reklamy perfum Dolce & Gabbana Light Blue, w ciągu kilku lat osiągnął status supermodela na arenie międzynarodowej. Następnie pojawił się w reklamie bielizny D&G.
Wziął udział w sesji zdjęciowej do kalendarza D&G na rok 2008. Autorem zdjęć był włoski fotograf Mariano Vivanco, znany z realizacji serii reklam D&G przedstawiających popularnych włoskich piłkarzy, a zdjęcia do kalendarza zostały zainspirowane twórczością Michała Anioła. Kalendarz trafił do wszystkich firmowych sklepów Dolce & Gabbana, nie został jednak włączony do sprzedaży, lecz potraktowany jako ekskluzywny prezent dla najlepszych klientów.
Brał udział także w kampanii reklamowej Stefanel, Carolina Herrera, Ermenegildo Zegna, L’Optimun i kolekcji jesień/zima 2008-2009 Massimo Dutti. Był fotografowany przez Mario Testino dla magazynu „Vogue” jako Superman. Wystąpił w roli Adama w 12-minutowym filmie romantycznym Edoardo Pontiego Away we Stay (2011) z Heleną Christensen. Był na okładkach „Men’s Health” (w edycji włoskiej w marcu 2011, w edycji brytyjskiej w czerwcu 2012), „Details” (w listopadzie 2011), „Attitude” (w listopadzie 2011), „Elle Men” (w edycji chińskiej w sierpniu 2012), „Amica” (w maju 2013) z Biancą Balti, „Grazia” (w sierpniu 2015), „Esquire” (w edycji meksykańskiej w listopadzie 2015, w edycji greckiej w marcu 2020), „Vanity Fair” (w edycji brytyjskiej we wrześniu 2016), „GQ” (w edycji brytyjskiej w październiku 2015, w edycji australijskiej w grudniu 2015, w edycji tureckiej we wrześniu 2016, w edycji argentyńskiej i meksykańskiej w październiku 2016, w edycji tajwańskiej i tureckiej w marcu 2019), „Men’s Fitness” (w lutym 2017) i „L’Officiel Hommes” (w marcu 2017).
W 2013 we Włoszech wraz z Yasmin Le Bon wziął udział w historycznym wyścigu Mille Miglia z Brescia do Rzymu i z powrotem. Gandy był częścią zespołu Jaguara, jako kierowca samochodu Jaguar XK120 z 1950. Na początku wyścigu był "zepchnięty z drogi przez konkurenta", na mecie był 158. na 415 samochodów. Wystąpił w teledysku do piosenki Jennifer Lopez „First Love” (2014). W 2015 był twarzą kolekcji Autograph dla Marks and Spencer. Odmówił zagrania roli Christiana Greya w dramacie erotycznym Pięćdziesiąt twarzy Greya (2015), którą otrzymał Jamie Dornan.